# Coublevie
Coublevie és un municipi francès situat al departament de la Isèra i a la regió d'Alvèrnia-Roine-Alps. L'any 2007 tenia 4.166 habitants.

## Demografia

### Població
El 2007 la població de fet de Coublevie era de 4.166 persones. Hi havia 1.529 famílies de les quals 310 eren unipersonals (90 homes vivint sols i 220 dones vivint soles), 545 parelles sense fills, 592 parelles amb fills i 82 famílies monoparentals amb fills.
La població ha evolucionat segons el següent gràfic:
Habitants censats

### Habitatges
El 2007 hi havia 1.654 habitatges, 1.547 eren l'habitatge principal de la família, 37 eren segones residències i 71 estaven desocupats. 1.465 eren cases i 187 eren apartaments. Dels 1.547 habitatges principals, 1.305 estaven ocupats pels seus propietaris, 209 estaven llogats i ocupats pels llogaters i 32 estaven cedits a títol gratuït; 12 tenien una cambra, 30 en tenien dues, 133 en tenien tres, 332 en tenien quatre i 1.039 en tenien cinc o més. 1.351 habitatges disposaven pel capbaix d'una plaça de pàrquing. A 565 habitatges hi havia un automòbil i a 903 n'hi havia dos o més.

### Piràmide de població
La piràmide de població per edats i sexe el 2009 era:
| Homes | Edats   | Dones |
| ----- | ------- | ----- |
| 4     | 95 o +  | 12    |
| 16    | 90 a 94 | 36    |
| 20    | 85 a 89 | 32    |
| 36    | 80 a 84 | 36    |
| 52    | 75 a 79 | 76    |
| 92    | 70 a 74 | 92    |
| 92    | 65 a 69 | 116   |
| 112   | 60 a 64 | 108   |
| 144   | 55 a 59 | 112   |
| 140   | 50 a 54 | 180   |
| 140   | 45 a 49 | 128   |
| 128   | 40 a 44 | 140   |
| 144   | 35 a 39 | 136   |
| 96    | 30 a 34 | 104   |
| 44    | 25 a 29 | 56    |
| 68    | 20 a 24 | 96    |
| 124   | 15 a 19 | 164   |
| 128   | 10 a 14 | 132   |
| 128   | 5 a 9   | 140   |
| 80    | 0 a 4   | 100   |

## Economia
El 2007 la població en edat de treballar era de 2.511 persones, 1.750 eren actives i 761 eren inactives. De les 1.750 persones actives 1.648 estaven ocupades (864 homes i 784 dones) i 101 estaven aturades (50 homes i 51 dones). De les 761 persones inactives 233 estaven jubilades, 331 estaven estudiant i 197 estaven classificades com a «altres inactius».

### Ingressos
El 2009 a Coublevie hi havia 1.561 unitats fiscals que integraven 4.279,5 persones, la mediana anual d'ingressos fiscals per persona era de 25.301 €.

### Activitats econòmiques
Dels 167 establiments que hi havia el 2007, 2 eren d'empreses extractives, 5 d'empreses alimentàries, 1 d'una empresa de fabricació de material elèctric, 6 d'empreses de fabricació d'altres productes industrials, 28 d'empreses de construcció, 22 d'empreses de comerç i reparació d'automòbils, 2 d'empreses de transport, 7 d'empreses d'hostatgeria i restauració, 8 d'empreses d'informació i comunicació, 6 d'empreses financeres, 6 d'empreses immobiliàries, 34 d'empreses de serveis, 33 d'entitats de l'administració pública i 7 d'empreses classificades com a «altres activitats de serveis».
Dels 37 establiments de servei als particulars que hi havia el 2009, 5 eren tallers de reparació d'automòbils i de material agrícola, 1 establiment de lloguer de cotxes, 1 paleta, 5 guixaires pintors, 7 fusteries, 5 lampisteries, 5 electricistes, 1 empresa de construcció, 1 perruqueria, 1 veterinari, 4 restaurants i 1 agència immobiliària.
Dels 6 establiments comercials que hi havia el 2009, 3 eren fleques, 1 una carnisseria, 1 una botiga d'equipament de la llar i 1 una botiga de material esportiu.
L'any 2000 a Coublevie hi havia 8 explotacions agrícoles.

## Equipaments sanitaris i escolars
El 2009 hi havia 1 un hospital de tractaments de llarga durada, 2 psiquiàtrics i 1 farmàcia.
El 2009 hi havia 1 escola maternal i 2 escoles elementals. Coublevie disposava d'un col·legi d'educació secundària amb 784 alumnes.

## Poblacions més properes
El següent diagrama mostra les poblacions més properes.